# شهاب تیام
شهاب تیام (زادهٔ ۱۴ بهمن ۱۳۵۹) خواننده و آهنگساز پاپ ایرانی مقیم ساکرامنتو، کالیفرنیا است.

## زندگی‌نامه
شهاب تیام در ۱۴ بهمن ۱۳۵۹ برابر با ۳ فوریه ۱۹۸۱ در تهران متولد شد و در حال حاضر ساکن ساکرامنتو در ایالت کالیفرنیا است. پدرش اهل نهاوند و مادرش اهل خمین است. شهاب تیام تا شانزده سالگی در ایران زندگی کرد و پس از آن به ترکیه و سپس به آمریکا مهاجرت نمود. وی دارای مدرک مهندسی کامپیوتر می‌باشد و از سال ۲۰۰۸ تا ۲۰۲۳ در شرکت اینتل شاغل بود و هم‌اکنون به‌عنوان مهندس ارشد رم در شرکت مایکرون فعالیت می‌کند. تیام در سال ۲۰۲۱ با ارتقای شغلی، به مهندس آنالوگ اینتل تبدیل شده بود.
او نخستین آلبوم خود به نام «One» را به کمک شهیاد در سال ۱۳۸۴ به بازار عرضه کرد که آهنگ "دختر کابلی" در آن مورد توجه واقع شد. وی در سال ۱۳۸۷، آلبوم دوم خود را با نام «ضربان» منتشر کرد که آهنگ "ضربان"، "حادثه" و "تقدیر" با استقبال بیشتری مواجه شد و در سال ۱۳۹۷، سومین آلبوم خود را با نام "ثانیه‌ها" منتشر کرد که شامل هشت آهنگ بود که دو مورد از آنها قبلاً به‌صورت تک‌آهنگ منتشر شده‌بود.
شهاب تیام در سال ۲۰۱۵، به عنوان نماینده هنری ایران در جام جهانی هندبال قطر به همراه چند خواننده دیگر حضور داشت.

## آلبوم‌ها

### یک(One)(۲۰۰۵/۱۳۸۴)[۳]
- پخش از شرکت ترانه

| نام ترانه             | ترانه‌سرا              | آهنگساز   | تنظیم‌کننده |
| --------------------- | --------------------- | --------- | ---------- |
| صد دفعه گفتم          | تینا                  | شهیاد     | شهیاد      |
| دختر کابلی            | افغانی                | افغانی    | شهیاد      |
| بی تو                 | کیان حجازی            | شهاب تیام | شهیاد      |
| داری از چشمام می‌افتی  | شهاب تیام             | شهاب تیام | شهیاد      |
| رنگ عشق               | کامبیز                | شهیاد     | شهیاد      |
| نیلوفر                | شهاب تیام             | شهاب تیام | شهیاد      |
| دیگه رفته             | کیان حجازی            | شهاب تیام | شهیاد      |
| صد دفعه گفتم (بی‌کلام) | صد دفعه گفتم (بی‌کلام) | شهیاد     | شهیاد      |

### ضربان(۲۰۰۸/۱۳۸۷)[۴]
- پخش از آونگ موزیک

| نام ترانه            | ترانه‌سرا      | آهنگساز            | تنظیم‌کننده               |
| -------------------- | ------------- | ------------------ | ------------------------ |
| مُهر سکوت             | کامران دلان   | کامران دلان        | شهاب تیام و پوریا نیاکان |
| ضربان                | ساقی سعادت‌کیا | شهاب تیام و مهرشاد | پوریا نیاکان             |
| نکنه می‌ترسی          | مریم اسدی     | شهیاد              | شهیاد                    |
| ضروری                | مجید ذاکری    | پوریا نیاکان       | پوریا نیاکان             |
| شوخی شوخی            | حمید ولادت    | شهیاد              | شهیاد                    |
| حادثه                | مریم حیدرزاده | پوریا نیاکان       | پوریا نیاکان             |
| تقدیر                | مریم حیدرزاده | پوریا نیاکان       | پوریا نیاکان             |
| هیچکی منو دوست نداره | محمد رضائی    | شهیاد              | شهیاد                    |
| آخر ادعا بودی        | محمد رضائی    | شهیاد              | شهیاد                    |

### ثانیه‌ها(۲۰۱۸/۱۳۹۷)[۵]
- پخش از آونگ موزیک

| نام ترانه  | ترانه‌سرا        | آهنگساز         | تنظیم‌کننده   |
| ---------- | --------------- | --------------- | ------------ |
| دیوونه دلم | امین بامشاد     | امین بامشاد     | میلاد هاشمی  |
| ثانیه‌ها    | افشین خواجه‌نژاد | افشین خواجه‌نژاد | پوریا نیاکان |
| عشقم       | ترانه مکرم      | اشکان خشایی     | میلاد هاشمی  |
| شبیه تو    | نوید غیاثی      | آرمین مُکری      | میلاد هاشمی  |
| شبیه تو    | گلناز گلزاری    | آرمین مُکری      | موموریزا     |
| تا دیدمت   | بیتا طائی       | اشکان خشایی     | یاسین تُرکی   |
| خونه       | نیما ابراهیمی   | نیما ابراهیمی   | میلاد هاشمی  |
| روان‌پریش   | مهدی ایوبی      | اشکان خشایی     | میلاد هاشمی  |
| رازآلود    | علی ثابت‌قدم     | بابک مافی       | بابک مافی    |

## تک‌آهنگ‌ها[نیازمند منبع]
| نام ترانه                                | ترانه‌سرا                   | آهنگساز                  | تنظیم‌کننده               | تاریخ انتشار     |
| ---------------------------------------- | -------------------------- | ------------------------ | ------------------------ | ---------------- |
| نوروز مدلی ۱۳۸۵ (با جمعی از خوانندگان)   | لیلا کسری                  | صادق نوجوکی              | محمد ستاری               | ۲۸ اسفند ۱۳۸۴    |
| نوروز مدلی ۱۳۸۵ (با جمعی از خوانندگان)   | مسعود امینی                | محمد مقدم                | محمد ستاری               | ۲۸ اسفند ۱۳۸۴    |
| نوروز مدلی ۱۳۸۵ (با جمعی از خوانندگان)   | بیژن سمندر                 | ناصر چشم‌آذر              | محمد ستاری               | ۲۸ اسفند ۱۳۸۴    |
| دلم کو                                   | مجید ذاکری                 | شهاب تیام                | پوریا نیاکان             | ۱۹ اسفند ۱۳۸۹    |
| بزن تار (به یاد هایده)                   | منصور تهرانی               | صادق نوجوکی              | پوریا نیاکان             | ۱۸ مهر ۱۳۹۰      |
| جونم واست بگه                            | مجید ذاکری                 | شهاب تیام                | پوریا نیاکان             | ۲۶ مرداد ۱۳۹۱    |
| طاقت ندارم                               | مجید ذاکری                 | شهاب تیام                | پیام شمس                 | ۱۲ آبان ۱۳۹۱     |
| برای تو                                  | پوریا شیرانی               | شهاب تیام                | پوریا نیاکان             | ۱۰ اسفند ۱۳۹۱    |
| بیا یه قدم جلو                           | مجید ذاکری                 | شهاب تیام و پوریا نیاکان | پوریا نیاکان             | ۱۰ مهر ۱۳۹۲      |
| من و تو                                  | مجید ذاکری                 | شهاب تیام                | پوریا نیاکان             | ۱۱ دی ۱۳۹۲       |
| سؤ تفاهم                                 | مجید ذاکری                 | شهاب تیام                | پیام شمس                 | ۲۲ مرداد ۱۳۹۳    |
| بی‌قرار                                   | زهرا کلاته                 | اشکان خشایی              | پوریا نیاکان             | ۳ اسفند ۱۳۹۳     |
| همه‌چی خوبه                               | امیر شیرازی و عرفان سلیمی  | اشکان خشایی              | پوریا نیاکان             | ۶ تیر ۱۳۹۴       |
| ساکت                                     | مریم اسدی                  | پوریا نیاکان             | پوریا نیاکان             | ۲۳ اردیبهشت ۱۳۹۵ |
| حادثه (ریمیکس)                           | مریم حیدرزاده              | پوریا نیاکان             | موموریزا                 | ۳۰ تیر ۱۳۹۵      |
| کی نمیدونه                               | ترانه مکرم                 | اشکان خشایی              | پوریا نیاکان             | ۳ شهریور ۱۳۹۵    |
| دستمو بگیر                               | نیما ابراهیمی              | شهاب تیام                | پوریا نیاکان             | ۲۳ اسفند ۱۳۹۵    |
| بی‌حاشیه                                  | نیما ابراهیمی              | پوریا نیاکان             | پوریا نیاکان             | ۱۴ خرداد ۱۳۹۶    |
| روان‌پریش (اولین تک‌آهنگ از آلبوم ثانیه‌ها) | مهدی ایوبی                 | اشکان خشایی              | میلاد هاشمی              | ۱۸ مهر ۱۳۹۶      |
| رازآلود (دومین تک‌آهنگ از آلبوم ثانیه‌ها)  | علی ثابت‌قدم                | بابک مافی                | بابک مافی                | ۸ بهمن ۱۳۹۶      |
| خیلی فوری                                | حدیث دهقان و نیما ابراهیمی | اشکان خشایی              | پوریا نیاکان             | ۲۰ شهریور ۱۳۹۷   |
| ماجرا                                    | نیما ابراهیمی              | اشکان خشایی              | پوریا نیاکان             | ۱۹ خرداد ۱۳۹۸    |
| حواشی                                    | نوید غیاثی                 | حسین تیموری              | میلاد هاشمی              | ۱۴ بهمن ۱۳۹۸     |
| دوست دارم                                | بابک                       | بابک                     | میلاد هاشمی              | ۱۷ خرداد ۱۳۹۹    |
| تورو میخوام (از آلبوم جوونی ۲)           | نیلوفر امجدی               | اشکان خشایی              | مهرداد احمدزاده          | ۲۳ اردیبهشت ۱۴۰۰ |
| سلام علیکم                               | نیما ابراهیمی              | شهاب تیام                | عباس بنازاده (ABZ)       | ۹ اردیبهشت ۱۴۰۱  |
| ما یعنی مردم                             | نیما ابراهیمی              | شهاب تیام                |                          | ۲۳ مهر ۱۴۰۱      |
| تو نیستی                                 |                            |                          |                          | ۲۹ بهمن ۱۴۰۱     |
| گذشته                                    | مهدی ایوبی                 | شهاب تیام                | سعید زمانی و میلاد هاشمی | ۳ مرداد ۱۴۰۲     |
| ۹۰ سالگی                                 | نیما ابراهیمی              | علیرضا ماهان             | بهراد شهریاری            | ۱۰ اسفند ۱۴۰۲    |
| تموم جونم                                | نیما ابراهیمی              | شهاب تیام                | پرویز بزمی‌پور            | ۲۶ شهریور ۱۴۰۳   |
| اپیدمی                                   | نیما ابراهیمی              | اشکان خشایی              | اشکان دباغ               | ۱۹ آبان ۱۴۰۳     |
| تلو تلو                                  | نیما ابراهیمی              | شهاب تیام                | Kostas Karagiozidis      | ۳ اردیبهشت ۱۴۰۴  |
| عاشقم کردی                               | حدیث دهقان                 | اشکان خشایی              | مهرداد احمدزاده          | ۱۵ مرداد ۱۴۰۴    |